# Grot van Sint-Petrus
De Grot van Sint-Petrus is een grot die als kerk fungeert. De grot bevindt zich in de buurt van de stad Antiochië (Antakya) in Turkije.
De evangelist Lucas zou deze schuilkerk gesticht hebben en haar vernoemd hebben naar Petrus. Volgens de overlevering zou hier de eerste christelijke gemeenschap rondom Paulus, Barnabas en Petrus bijeen zijn gekomen.
Antiochië speelde in de geschiedenis van de vroege kerk een belangrijke rol. Het was de zetel van de patriarchaat Antiochië, een van de vijf patriarchaten van de vroege kerk.
De kruisvaarders, die de kruisvaardersstaat Vorstendom Antiochië stichtten, bouwden de kerk verder uit. Nadat Floris III van Holland in 1190 tijdens de Derde Kruistocht in Antiochië was overleden, werd hij in de Sint Petruskerk begraven.
In de 19e eeuw restaureerde de monnikenorde van de kapucijnen de kerk en zij zijn nog steeds de beheerders van de kerk.